# Mélanthios
Selon la mythologie grecque, dans l'Odyssée, Mélanthios (ou Mélantheus, ou Mélanthée) est le chevrier d'Ulysse.
Il est présenté comme fils de Dolios : est-il le fils du Dolios nommé au chant IV ? Auquel cas il serait peut-être aussi le frère de Mélantho, une des servantes infidèles de Pénélope...
Mélanthios apparaît dans la troisième partie de l'épopée, au retour d'Ulysse à Ithaque. Eumée conduisant incognito Ulysse à son manoir, déguisé en mendiant, ils se font insulter par Mélanthios qui même frappe Ulysse. Lors d'une deuxième rencontre, Mélanthios l'insultera et le menacera de nouveau.
Plus loin, au moment de l'épreuve de l'arc, c'est Mélanthios qui est chargé de préparer de quoi le graisser avant les tirs.
Ulysse vainqueur de l'épreuve, commence alors la vengeance contre les prétendants de Pénélope. Mélanthios cherchant des armes pour les aider, il est découvert par Eumée et, finalement, meurt supplicié.